# Đồn Xương
Đồn Xương (tiếng Trung giản thể: 屯昌县, Hán Việt: Đồn Xương huyện, pinyin: Dìng'ān Xiàn) là một huyện tại tỉnh Hải Nam, Cộng hòa Nhân dân Trung Hoa. Huyện này nằm ở phía đông bắc của đảo Hải Nam, diện tích 1232 km2, dân số 270.000 người. Huyện lỵ đóng tại trấn Đồn Thành. Mã số bưu chính 571600。Khu hiệu là 0898。

## Khí hậu
| Dữ liệu khí hậu của Đồn Xương, elevation 118 m (387 ft), (1991–2020 normals, extremes 1981–2010) | Dữ liệu khí hậu của Đồn Xương, elevation 118 m (387 ft), (1991–2020 normals, extremes 1981–2010) | Dữ liệu khí hậu của Đồn Xương, elevation 118 m (387 ft), (1991–2020 normals, extremes 1981–2010) | Dữ liệu khí hậu của Đồn Xương, elevation 118 m (387 ft), (1991–2020 normals, extremes 1981–2010) | Dữ liệu khí hậu của Đồn Xương, elevation 118 m (387 ft), (1991–2020 normals, extremes 1981–2010) | Dữ liệu khí hậu của Đồn Xương, elevation 118 m (387 ft), (1991–2020 normals, extremes 1981–2010) | Dữ liệu khí hậu của Đồn Xương, elevation 118 m (387 ft), (1991–2020 normals, extremes 1981–2010) | Dữ liệu khí hậu của Đồn Xương, elevation 118 m (387 ft), (1991–2020 normals, extremes 1981–2010) | Dữ liệu khí hậu của Đồn Xương, elevation 118 m (387 ft), (1991–2020 normals, extremes 1981–2010) | Dữ liệu khí hậu của Đồn Xương, elevation 118 m (387 ft), (1991–2020 normals, extremes 1981–2010) | Dữ liệu khí hậu của Đồn Xương, elevation 118 m (387 ft), (1991–2020 normals, extremes 1981–2010) | Dữ liệu khí hậu của Đồn Xương, elevation 118 m (387 ft), (1991–2020 normals, extremes 1981–2010) | Dữ liệu khí hậu của Đồn Xương, elevation 118 m (387 ft), (1991–2020 normals, extremes 1981–2010) | Dữ liệu khí hậu của Đồn Xương, elevation 118 m (387 ft), (1991–2020 normals, extremes 1981–2010) |
| Tháng                                                                                            | 1                                                                                                | 2                                                                                                | 3                                                                                                | 4                                                                                                | 5                                                                                                | 6                                                                                                | 7                                                                                                | 8                                                                                                | 9                                                                                                | 10                                                                                               | 11                                                                                               | 12                                                                                               | Năm                                                                                              |
| ------------------------------------------------------------------------------------------------ | ------------------------------------------------------------------------------------------------ | ------------------------------------------------------------------------------------------------ | ------------------------------------------------------------------------------------------------ | ------------------------------------------------------------------------------------------------ | ------------------------------------------------------------------------------------------------ | ------------------------------------------------------------------------------------------------ | ------------------------------------------------------------------------------------------------ | ------------------------------------------------------------------------------------------------ | ------------------------------------------------------------------------------------------------ | ------------------------------------------------------------------------------------------------ | ------------------------------------------------------------------------------------------------ | ------------------------------------------------------------------------------------------------ | ------------------------------------------------------------------------------------------------ |
| Cao kỉ lục °C (°F)                                                                               | 33.5 (92.3)                                                                                      | 36.3 (97.3)                                                                                      | 36.8 (98.2)                                                                                      | 39.3 (102.7)                                                                                     | 39.1 (102.4)                                                                                     | 38.2 (100.8)                                                                                     | 39.5 (103.1)                                                                                     | 37.2 (99.0)                                                                                      | 36.8 (98.2)                                                                                      | 35.2 (95.4)                                                                                      | 34.1 (93.4)                                                                                      | 32.0 (89.6)                                                                                      | 39.5 (103.1)                                                                                     |
| Trung bình ngày tối đa °C (°F)                                                                   | 22.6 (72.7)                                                                                      | 24.7 (76.5)                                                                                      | 28.1 (82.6)                                                                                      | 31.1 (88.0)                                                                                      | 33.2 (91.8)                                                                                      | 33.9 (93.0)                                                                                      | 33.6 (92.5)                                                                                      | 32.9 (91.2)                                                                                      | 31.4 (88.5)                                                                                      | 29.2 (84.6)                                                                                      | 26.5 (79.7)                                                                                      | 23.0 (73.4)                                                                                      | 29.2 (84.5)                                                                                      |
| Trung bình ngày °C (°F)                                                                          | 18.2 (64.8)                                                                                      | 19.9 (67.8)                                                                                      | 22.9 (73.2)                                                                                      | 25.8 (78.4)                                                                                      | 27.6 (81.7)                                                                                      | 28.6 (83.5)                                                                                      | 28.4 (83.1)                                                                                      | 27.7 (81.9)                                                                                      | 26.6 (79.9)                                                                                      | 24.8 (76.6)                                                                                      | 22.4 (72.3)                                                                                      | 19.1 (66.4)                                                                                      | 24.3 (75.8)                                                                                      |
| Tối thiểu trung bình ngày °C (°F)                                                                | 15.4 (59.7)                                                                                      | 16.9 (62.4)                                                                                      | 19.6 (67.3)                                                                                      | 22.4 (72.3)                                                                                      | 24.2 (75.6)                                                                                      | 25.3 (77.5)                                                                                      | 25.1 (77.2)                                                                                      | 24.6 (76.3)                                                                                      | 23.9 (75.0)                                                                                      | 22.1 (71.8)                                                                                      | 19.8 (67.6)                                                                                      | 16.6 (61.9)                                                                                      | 21.3 (70.4)                                                                                      |
| Thấp kỉ lục °C (°F)                                                                              | 4.8 (40.6)                                                                                       | 5.4 (41.7)                                                                                       | 5.9 (42.6)                                                                                       | 14.0 (57.2)                                                                                      | 15.5 (59.9)                                                                                      | 20.0 (68.0)                                                                                      | 21.3 (70.3)                                                                                      | 19.5 (67.1)                                                                                      | 18.3 (64.9)                                                                                      | 12.7 (54.9)                                                                                      | 9.3 (48.7)                                                                                       | 3.8 (38.8)                                                                                       | 3.8 (38.8)                                                                                       |
| Lượng Giáng thủy trung bình mm (inches)                                                          | 30.1 (1.19)                                                                                      | 37.6 (1.48)                                                                                      | 44.5 (1.75)                                                                                      | 115.5 (4.55)                                                                                     | 263.3 (10.37)                                                                                    | 192.5 (7.58)                                                                                     | 220.6 (8.69)                                                                                     | 321.5 (12.66)                                                                                    | 354.7 (13.96)                                                                                    | 361.0 (14.21)                                                                                    | 108.1 (4.26)                                                                                     | 66.5 (2.62)                                                                                      | 2.115,9 (83.32)                                                                                  |
| Số ngày giáng thủy trung bình (≥ 0.1 mm)                                                         | 11.0                                                                                             | 10.6                                                                                             | 10.5                                                                                             | 12.5                                                                                             | 17.7                                                                                             | 16.5                                                                                             | 16.2                                                                                             | 19.2                                                                                             | 18.5                                                                                             | 14.5                                                                                             | 11.5                                                                                             | 12.2                                                                                             | 170.9                                                                                            |
| Độ ẩm tương đối trung bình (%)                                                                   | 86                                                                                               | 84                                                                                               | 81                                                                                               | 80                                                                                               | 80                                                                                               | 78                                                                                               | 79                                                                                               | 83                                                                                               | 85                                                                                               | 84                                                                                               | 84                                                                                               | 84                                                                                               | 82                                                                                               |
| Số giờ nắng trung bình tháng                                                                     | 100.9                                                                                            | 112.4                                                                                            | 154.1                                                                                            | 180.9                                                                                            | 206.3                                                                                            | 212.8                                                                                            | 223.7                                                                                            | 197.7                                                                                            | 157.5                                                                                            | 147.6                                                                                            | 114.9                                                                                            | 87.1                                                                                             | 1.895,9                                                                                          |
| Phần trăm nắng có thể                                                                            | 29                                                                                               | 35                                                                                               | 41                                                                                               | 48                                                                                               | 51                                                                                               | 54                                                                                               | 55                                                                                               | 50                                                                                               | 43                                                                                               | 41                                                                                               | 34                                                                                               | 26                                                                                               | 42                                                                                               |
| Nguồn: China Meteorological Administration                                                       |                                                                                                  |                                                                                                  |                                                                                                  |                                                                                                  |                                                                                                  |                                                                                                  |                                                                                                  |                                                                                                  |                                                                                                  |                                                                                                  |                                                                                                  |                                                                                                  |                                                                                                  |